# 黄桂章
黄桂章（1962年3月—），福建闽清人，中华人民共和国铁路高管。

## 生平
毕业于长沙铁道学院铁道运输专业，是中国共产党党员。2008年，当选为第十一届全国人大代表。
黄桂章一直在长江以南的铁路系统工作，先后任福州铁路分局分局长、南昌铁路局局长。2008年9月，黄桂章从南昌铁路局局长调任北京铁路局局长，这是他首次到长江以北地区工作。
2011年10月10日，陕西韩城开往北京西站的1164次列车在石景山南站发生机车车头脱轨事故，事故未造成人员伤亡，事故发生后北京铁路局工务处长和工务段长随即被撤职。10月11日下午，铁道部召开全路运输安全电视电话会议，铁道部部长盛光祖强调了安全问题，要求坚决杜绝客车事故，会议将10月10日1164次列车脱轨事故作为典型通报批评，因为该事故，盛光祖给了黄桂章一个处分。10月13日，在铁道部召开的电视电话会议上，铁道部部长盛光祖宣布免去黄桂章的北京铁路局局长职务，另有任用，由铁道部党组成员、铁路总工会主席何玉华主持北京铁路局全面行政工作，会上盛光祖谈到1164次列车脱轨事故，但未将该事故与黄桂章的任免联系起来。正局级干部任免一般由铁道部政治部主任宣布，由铁道部部长宣布还是第一次。但北京铁路局表示，黄桂章被调离与1164次列车脱轨事故无关，因为在事故发生前，铁道部已就黄桂章的调任征求了北京铁路局的意见。
随后黄桂章任京沪高速铁路股份有限公司副总经理。2015年8月3日，中国保监会发出《关于黄桂章等任职资格的批复》（保监许可〔2015〕786号），核准黄桂章担任中国铁路财产保险自保有限公司董事长任职资格。2016年8月黄桂章调任中国铁路总公司资本运营和开发部主任。